# Оикава, Окуро
| Открытые астероиды: 8           | Открытые астероиды: 8 |
| ------------------------------- | --------------------- |
| (1088) Митака                   | 17 ноября 1927        |
| (1089) Тама                     | 17 ноября 1927        |
| (1090) Сумида                   | 20 февраля 1928       |
| 1098 Hakone                     | 5 сентября 1928       |
| (1139) Атами [1]                | 1 декабря 1929        |
| (1185) Никко                    | 17 ноября 1927        |
| 1266 Tone                       | 23 января 1927        |
| (1584) Фудзи                    | 7 февраля 1927        |
| 1. совместно с Кадзуо Кубокавой |                       |

Окуро Оикава (яп. 及川奥郎 Оикава Окуро:, 1896—1970) —  японский астроном и первый японский первооткрыватель астероидов, который работал в Токийской астрономической обсерватории. Открытый в ноябре 1927 астероид (1088) Митака стал первым астероидов, обнаруженным японским астрономом. Всего им было обнаружено в общей сложности 8 астероидов.
Младший брат адмирала Косиро Оикава, Окуро в 1920 году окончил кафедру Астрономии Токийского университета и устроился на работу в Токийскую астрономическую обсерваторию. После землетрясения 1923 года обсерватория была перенесена на новое место и Окуро отвечал за измерение изменения координат обсерватории. Между 1927 и 1930 годами он открыл 18 новых небесных тел, у 7 из которых он подтвердил наличие астероидной арбиты. В 1932 году он участвовал в экспедиции в США для наблюдения полного солнечного затмения. Вышел на пенсию в 1950 году и умер в 1970 в возрасте 74 года.
В знак признания его заслуг одному из астероидов было присвоено его имя (2667) Оикава.